# Шестиугольная карта
Шестиугольная карта (с англ. — «hex map», или «hexagonal grid») — способ представления карт в настольных и компьютерных играх, когда игровой мир представляется на листе в виде сетки из одинаковых клеток-шестиугольников. Шестиугольные карты чаще всего используются в играх жанра варгейм, и при этом перемещение юнитов чаще всего осуществляется между соседствующими клетками (имеющими общую сторону).

## Особенности
Обычно на шестиугольных картах дороги проходят сквозь клетки для того, чтобы влиять на перемещение юнитов. В то же время реки располагаются по границам клеток, так как они блокируют движение или требуют дополнительных затрат на перемещение. Чаще всего форма озёр и материков изменяются так, чтобы соответствовать шестиугольной сетке, и в то же время ландшафт стандартизирует перемещение и особенности боев, зависящие от типа местности — идея основана на том, что каждый из видов местности имеет свои свойства, и при построении сетки один из типов должен быть для каждой клетки доминирующим.
В сравнении с четырёхугольной картой у последней характерно более быстрое перемещение по диагонали, в то время как на шестиугольных картах все направления равноправны. Как следствие, у неё скорость перемещения между любыми граничащими клетками одинакова. Для четырёхугольных карт могут запрещать перемещения по диагонали, но в этом случае средняя скорость между клетками уменьшается, в то время как шестиугольная карта естественным образом решает данную проблему.
В компьютерных играх границы полей шестиугольной карты часто скрывают от игрока, что делает ландшафт более реалистичным. Как следствие, могут проявляться такие эффекты, когда юнит в одном направлении идёт прямо, а в других начинает трястись, и для сглаживания используются дополнительные средства игрового движка. Если же рассматривается пошаговая игра, то в этом случае при выборе юнита отображается шестиугольная сетка карты для того, чтобы можно было увидеть точное число ходов.
В общем случае перемещение юнитов не обязательно должно происходить между двумя соседними клетками (см. илл.).

## Применение
Первой игрой с шестиугольной картой считается агон, первое упоминание о которой относится к XVIII веку. Последующее создание игры с шестиугольной картой относится к 1942 году, когда Пит Хейн создал игру гекс.
Шестиугольная карта используется в большинстве настольных варгеймов и часто находит применение в компьютерных стратегических играх, например Surviving Mars.